# Ozouer-le-Voulgis

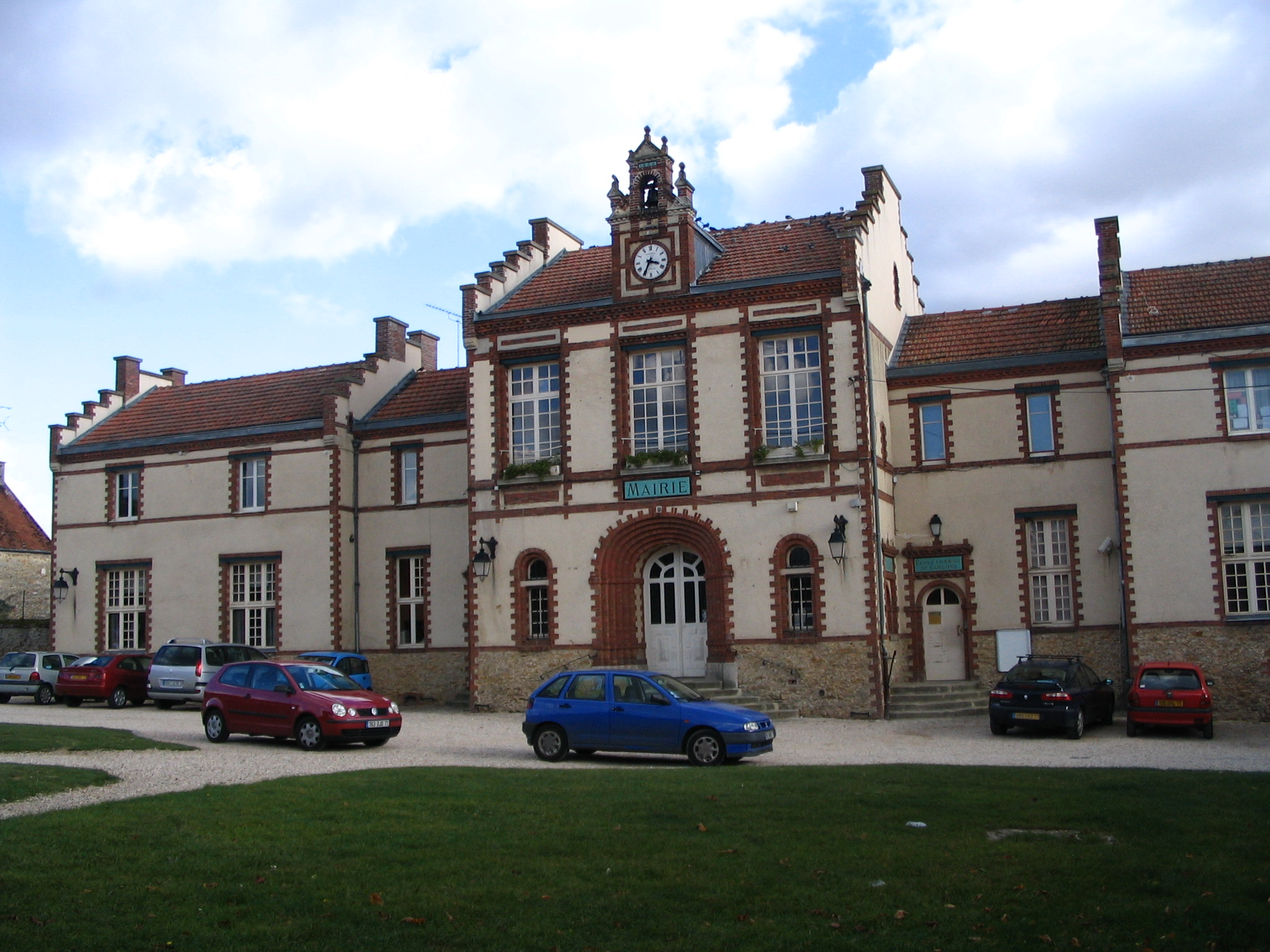
Dorpshuis

Ozouer-le-Voulgis is een gemeente in het Franse departement Seine-et-Marne (regio Île-de-France) en telt 1602 inwoners (2004). De plaats maakt deel uit van het arrondissement Melun.

## Geografie
De oppervlakte van Ozouer-le-Voulgis bedraagt 11,3 km², de bevolkingsdichtheid is 141,8 inwoners per km².
De onderstaande kaart toont de ligging van Ozouer-le-Voulgis met de belangrijkste infrastructuur en aangrenzende gemeenten.

## Demografie
Onderstaande figuur toont het verloop van het inwonertal (bron: INSEE-tellingen).